# Ulica Henryka Sienkiewicza w Choroszczy
Ulica Henryka Sienkiewicza – jedna z głównych ulic w Choroszczy. Ulica w całości jest fragmentem drogi powiatowej nr 1552 B : Choroszcz - Ruszczany - Rogówek - Rogowo - Pańki

## Otoczenie
- Miejsko-Gminne Centrum Kultury
- Elektrociepłownia